# Rudolf Karsch
Rudolf Karsch, född 26 december 1913 i Leipzig, död 11 december 1950 i Erfurt, var en tysk tävlingscyklist.
Karsch blev olympisk bronsmedaljör i tempoloppet vid sommarspelen 1936 i Berlin.